# ماريانا راجوج
ماريانا راجوج (بالكرواتية: Marianna Raguž) مواليد 9 سبتمبر 1975 في كندا، هي لاعبة كرة سلة كرواتية معتزلة. اعتزلت اللعب في 2009. لعبت مع رامات هاشارون في سنة 2005، ثم لعبت مع نادي غوسبيتش لكرة السلة للسيدات في سنة 2005، ثم لعبت مع رامات هاشارون في سنة 2006، ثم لعبت مع نادي غوسبيتش لكرة السلة للسيدات في موسم 2007–2008، ثم لعبت مع نادي شيبينيك لكرة السلة للسيدات في موسم 2008–2009.

## روابط خارجية
- ماريانا راجوج على موقع كرة السلة الأوروبية.كوم (الإنجليزية)